# Cussey-sur-Lison (Cussey-sur-Lison)
Cussey-sur-Lison ist eine ehemalige französische Gemeinde mit {62 Einwohnern (Stand: 1. Januar 2019) im Département Doubs in der Region Bourgogne-Franche-Comté.
Der Erlass vom 14. Dezember 2021 legte mit Wirkung zum 1. Januar 2022 die Eingliederung von Cussey-sur-Lison zusammen mit der früheren Gemeinde Châtillon-sur-Lison zur neuen, gleichnamigen Commune nouvelle Cussey-sur-Lison fest. Die früheren Gemeinden erhielten hierbei nicht den Status von Communes déléguées.

## Geographie
Cussey-sur-Lison liegt auf 320 m, etwa 20 Kilometer südsüdwestlich der Stadt Besançon (Luftlinie). Das Bauerndorf erstreckt sich im Jura, in einer Talsenke beidseits des Baches Goulue, westlich des Tals des Lison.
Die Fläche des Ortes umfasst einen Abschnitt des französischen Juras. Der zentrale Teil des Gebietes wird von der Talsenke von Cussey eingenommen. Sie weist eine Länge von zwei Kilometer und eine Breite von einem Kilometer (an der Taloberkante) auf und wird von der Goulue entwässert. Auf drei Seiten sind die steilen Talhänge ungefähr 130 Meter hoch und werden an der Oberkante von Kalkfelsen gekrönt. Das Areal von Cussey-sur-Lison erstreckt sich auch auf das überwiegend bewaldete Hochplateau, in das das Tal von Cussey eingesenkt ist. Hier wird mit 478 Meter ü. M. die höchste Erhebung von Cussey-sur-Lison erreicht. Gegen Osten öffnet sich die Talsenke zum Tal des Lison, wobei auch ein Teil des östlichen Talhangs noch zu Cussey-sur-Lison gehört.
Umgeben wird die Ortschaft von den Nachbargemeinden und eines weiteren Ortsteils der Commune nouvelle:
| Goux-sous-Landet | Rouhe                                       | Châtillon-sur-Lison Ortsteil der Commune nouvelle |
| Le Val           | Kompassrose, die auf Nachbargemeinden zeigt |                                                   |
|                  | Échay                                       | Lizine                                            |

## Geschichte
Im Mittelalter gehörte Cussey zur Herrschaft Châtillon-sur-Lison. Zusammen mit der Franche-Comté gelangte das Dorf mit dem Frieden von Nimwegen 1678 an Frankreich.

## Sehenswürdigkeiten
Die einschiffige Kirche Saint-Christophe in Cussey-sur-Lison wurde im 12. Jahrhundert im romanischen Stil erbaut und seither nur wenig verändert. Der alte Ortskern ist durch verschiedene Bauernhäuser im charakteristischen Stil der Franche-Comté aus dem 17. bis 19. Jahrhundert geprägt. Über den Lison führt eine Steinbrücke aus dem 18. Jahrhundert.

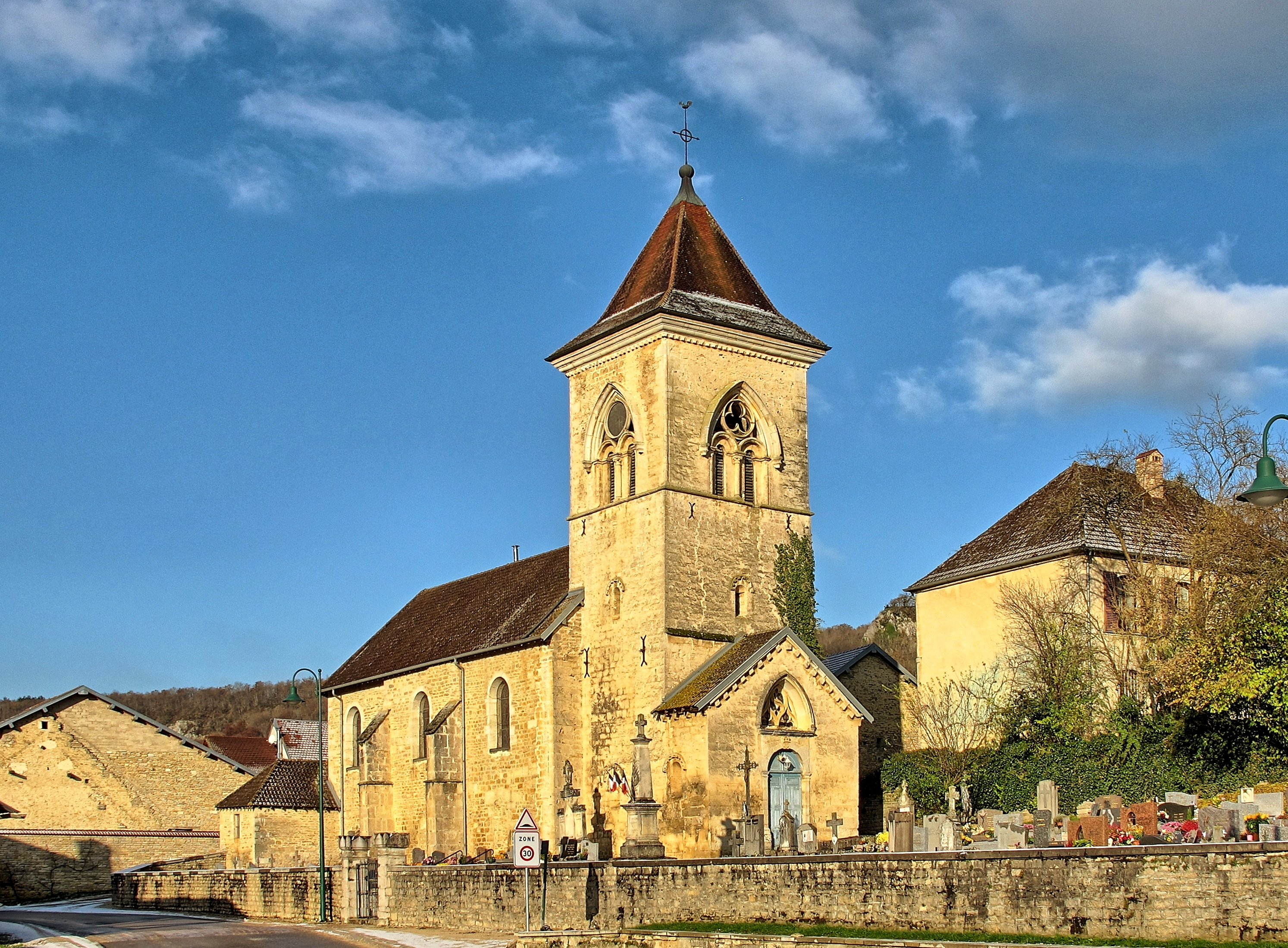
Kirche Saint-Christophe
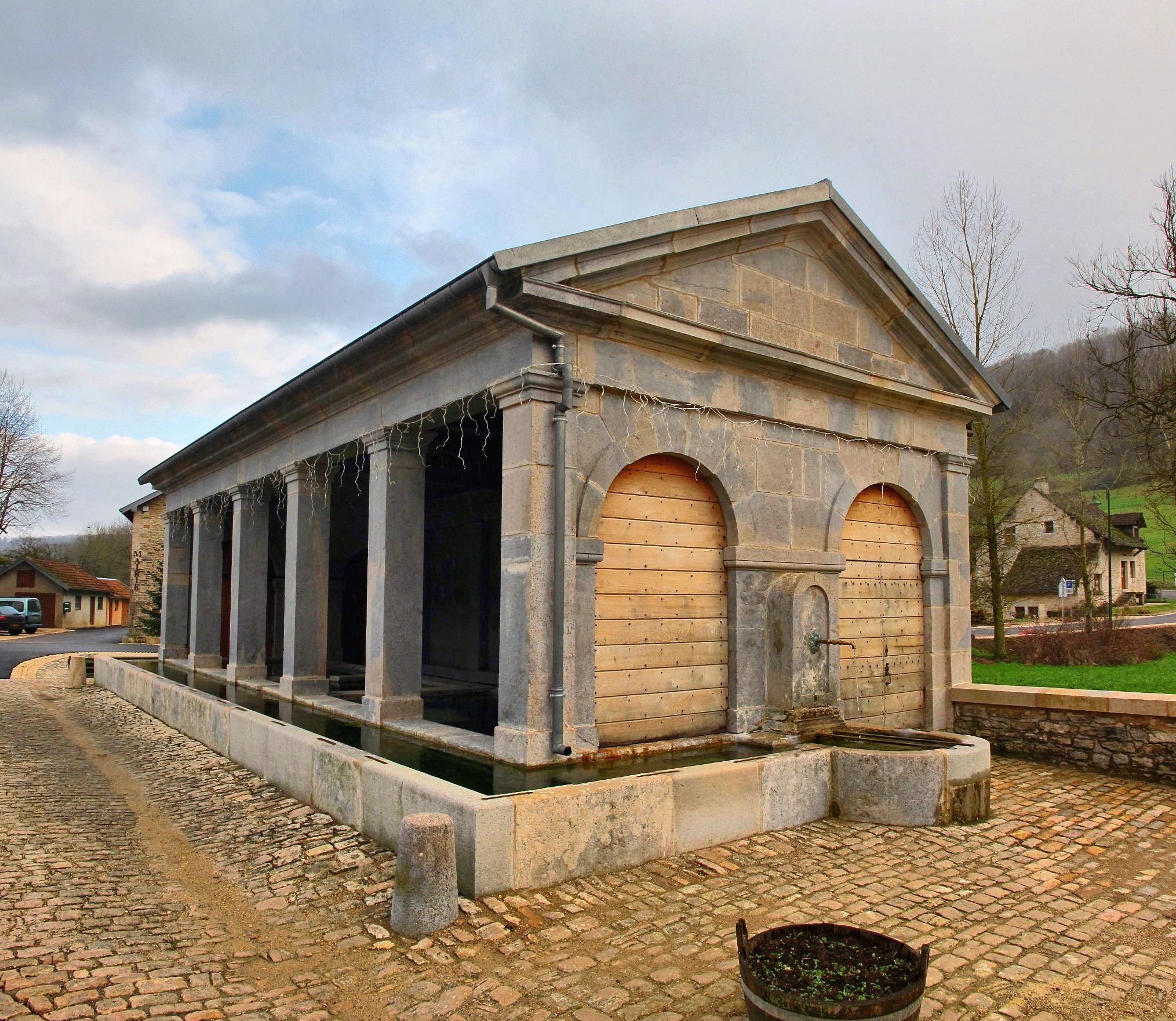
Waschhaus Cussey-sur-Lison
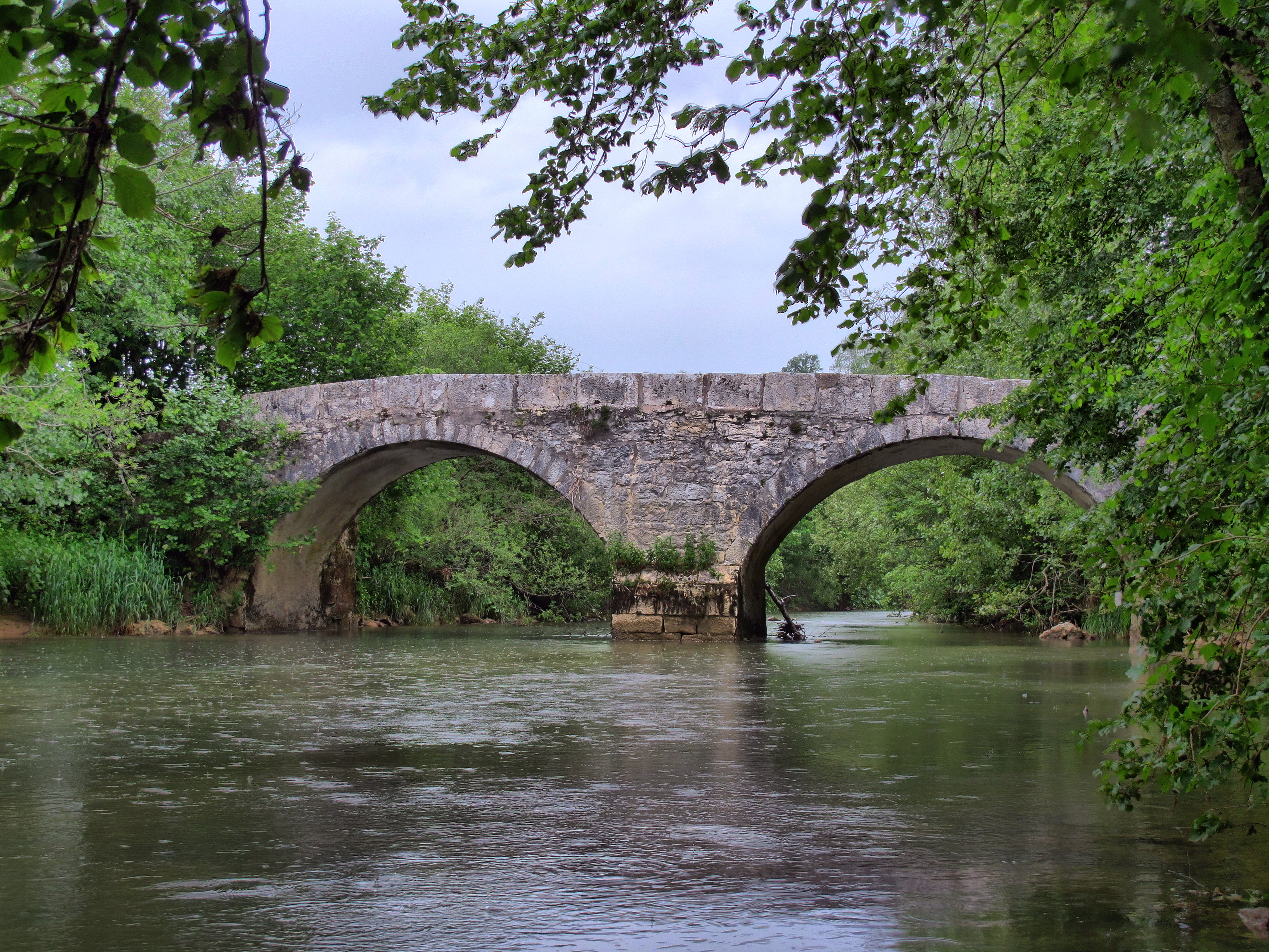
Brücke über den Lison

## Bevölkerung
| Jahr                       | 1962 | 1968 | 1975 | 1982 | 1990 | 1999 | 2005 | 2016 |
| Einwohner                  | 64   | 67   | 59   | 46   | 37   | 61   | 65   | 66   |
| Quellen: Cassini und INSEE |      |      |      |      |      |      |      |      |

Nachdem die Einwohnerzahl in der ersten Hälfte des 20. Jahrhunderts markant abgenommen hatte (1881 wurden noch 127 Personen gezählt), wurde zn den 1990er Jahren wieder relativ starkes Bevölkerungswachstum auf kleiner Basis verzeichnet.